# Иркутский уезд
Ирку́тский уе́зд (Ирку́тский о́круг) — административно-территориальная единица в составе Иркутской губернии, существовавшая в 1783—1926 годах. Уездный город — Иркутск.

## Население
По данным переписи 1897 года в округе проживало 163 099 чел. В том числе русские — 123 076 чел; буряты — 30 835 чел; евреи — 3 816 чел, татары — 1 965 чел. В окружном городе Иркутске проживало 51 473 чел.

## Административное деление
В 1913 году уезд состоял из 14 волостей: 
| - Бардинская волость — с. Барда, - Кундская волость, - Лиственичная волость — с. Листвянка, - Мальтинская волость — с. Мальта, - Оёкская волость — с. Оёк, - Смоленская волость — с. Смоленщина, - Суховская волость, | - Тельминская волость — с. Тельма, - Тугутуйская волость — с. Тугутуй, - Тункинская волость — с. Тункинск, - Узко-Лугская волость — с. Узкий Луг, - Уриковская волость — с. Урик, - Усть-Балейская волость — с. Усть-Балей, - Хомутовская волость — с. Хомутово. |